# The Sinking of the Lusitania
The Sinking of the Lusitania (1918) és un curtmetratge d'animació mut estatunidenc del dibuixant Winsor McCay. Es tracta d'una obra de propaganda que recrea l'enfonsament del transatlàntic britànic RMS Lusitania el 1915, que no havia estat fotografiat. Sovint es considera l'obra d'animació més llarga creada fins aleshores, amb una durada de dotze minuts. La pel·lícula és el documental d'animació i treball d'animació seriós i dramàtic més antic que sobreviu. El National Film Registry el va seleccionar per conservar-lo el 2017.
El 1915, un submarí alemany va torpedinar i enfonsar el RMS Lusitania; entre els 1.198 morts hi havia 128 estatunidencs. L'esdeveniment va indignar McCay, però els diaris del seu patró William Randolph Hearst van restar importància a l'esdeveniment, ja que Hearst s'oposava a que els Estats Units s'unissin a la Primera Guerra Mundial. A McCay se li va exigir que il·lustrés dibuixos animats editorials contra la guerra i contra el bàndol britànic per als diaris de Hearst. El 1916, McCay es va rebel·lar contra la postura de l'empresari i va començar a treballar en el patriòtic Sinking of the Lusitania en el seu temps lliure i amb els seus propis diners.
La pel·lícula va seguir els èxits anteriors de McCay en animació: Little Nemo (1911), How a Mosquito Operates (1912) i Gertie the Dinosaur (1914). McCay va dibuixar aquestes primeres pel·lícules sobre paper d’arròs, sobre els quals s’havia de traçar laboriosament els fons; The Sinking of the Lusitania va ser la primera pel·lícula que McCay va fer amb la nova tecnologia cel més eficient. McCay i els seus ajudants van passar vint-i-dos mesos fent la pel·lícula. La seva posterior producció d'animació va patir contratemps, ja que la pel·lícula no va tenir un èxit comercial com els seus esforços anteriors, i Hearst va exercir una pressió cada vegada major sobre McCay perquè dediqués el seu temps als dibuixos editorials.

## Sinopsi
La pel·lícula s’obre amb un pròleg d’acció en viu en què McCay s’ocupa d'estudiar una imatge del Lusitania com a model de la seva pel·lícula en curs. Els intertítols presumeixen de McCay com a «iniciador i inventor de dibuixos animats» i dels 25.000 dibuixos necessaris per completar la pel·lícula. McCay es mostra treballant amb un grup d'assistents anònims en «el primer registre de l'enfonsament del Lusitania».
El transatlàntic passa per davant de l'Estàtua de la Llibertat i surt del port de Nova York. Al cap d'un temps, un submarí alemany travessa les aigües i dispara un torpede contra el Lusitania, del qual flueix fum que s'acumula fins que omple la pantalla. Els passatgers surten en desbandada en els vaixells salvavides, alguns dels quals es bolquen en la confusió. El folre s'inclina d'un costat a l'altre i els passatgers són llançats a l'oceà.
Una segona explosió sacseja el Lusitania, que s'enfonsa lentament a les profunditats a mesura que més passatgers cauen de les seves vores, i el vaixell se submergeix enmig d'escenes de cossos ofegats. El transatlàntic s'esvaeix de la vista i la pel·lícula es tanca amb una mare que lluita per mantenir el seu bebè per sobre de les ones. Un intertítol declara: The man who fired the shot was decorated for it by the Kaiser! And yet they tell us not to hate the Hun ('L'home que va disparar va ser condecorat pel Kaiser! I, malgrat tot, ens diuen que no odiem els huns').

## Antecedents
Winsor McCay (c. 1869–1934) va produir dibuixos prodigiosament detallats i precisos des dels seus inicis. Es va guanyar la vida de jove dibuixant retrats i pòsters en museus de deu centaus, i va atreure grans multituds amb la seva capacitat de dibuixar ràpidament en públic. Va començar a treballar com a il·lustrador de diaris a temps complet el 1898, i el 1903 va començar a dibuixar tires còmiques. El seu major èxit de còmic va ser la historieta infantil Little Nemo in Slumberland, que va començar el 1905. El 1906, McCay va començar a actuar al circuit del vodevil, fent xerrades—actuacions durant les quals dibuixava davant d’un públic en directe.

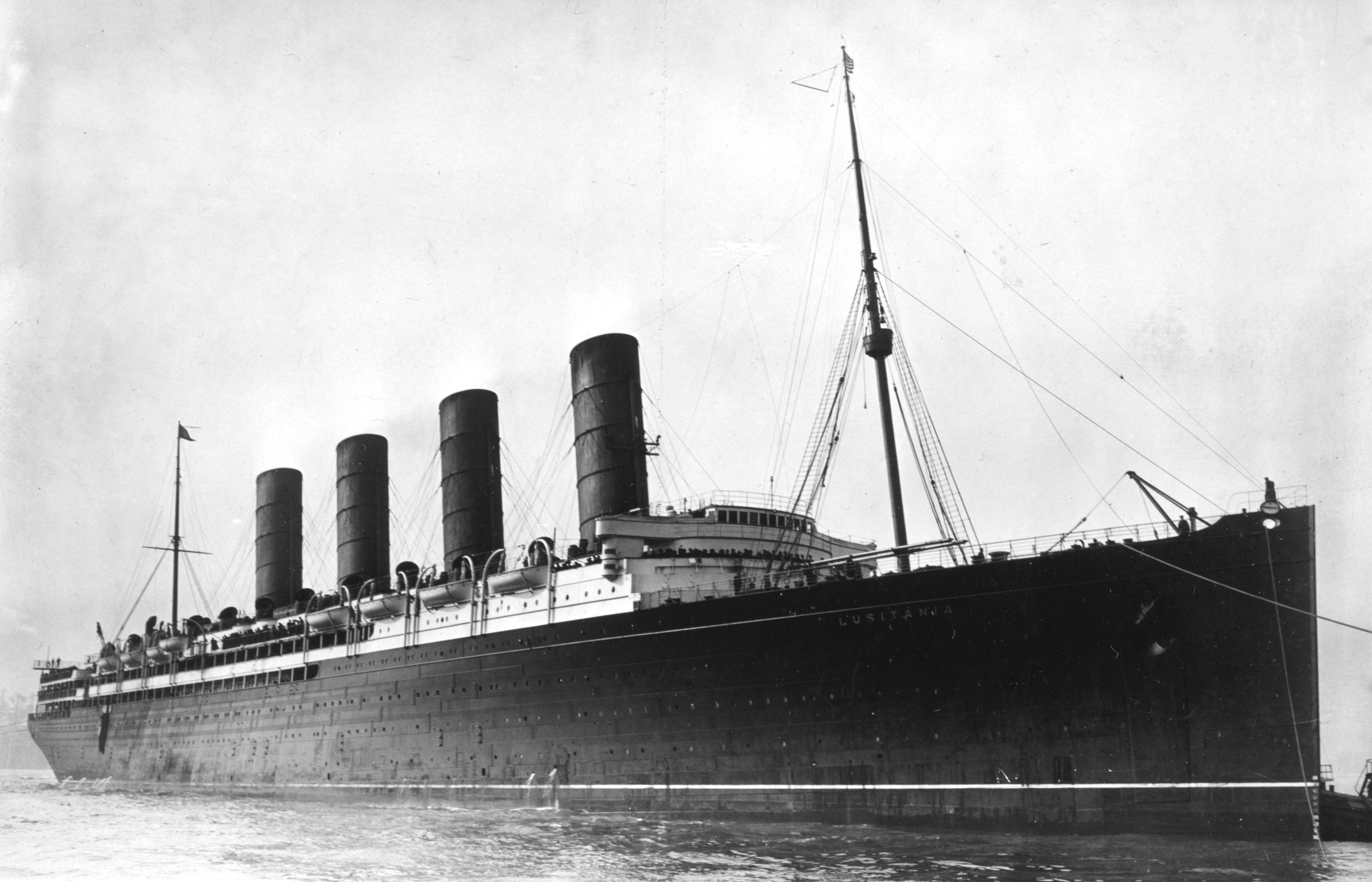
Els submarins alemanys van torpedinar i enfonsar el RMS Lusitania el 1915; l'incident va contribuir a l'entrada dels Estats Units a la Primera Guerra Mundial.

Inspirat en els foliscopis que el seu fill va portar a casa, McCay va dir que «va arribar a veure la possibilitat de fer imatges en moviment» de les seves caricatures. La seva primera pel·lícula d'animació, Little Nemo (1911), estava composta per quatre mil dibuixos sobre paper d'arròs. La seva següent pel·lícula, How a Mosquito Operates (1912), mostra naturalment un mosquit gegant que treu sang d'un home que dorm, fins que esclata. McCay va continuar amb una pel·lícula que es va convertir en una part interactiva dels seus espectacles de vodevil: a Gertie the Dinosaur (1914), McCay va dirigir al seu dinosaure animat amb un fuet a l'escenari.
El transatlàntic britànic RMS Lusitania va tenir durant poc temps el rècord de vaixell de passatgers més gran en acabar-se el 1906. Interessat per aquest motiu, McCay el va mostrar per primera vegada en l'episodi del 28 de setembre de 1907 de la seva tira còmica Dream of the Rarebit Fiend. El va tornar a mostrar en l'episodi del 10 de novembre de 1908, d'A Pilgrim's Progress de Mister Bunion, on Bunion el declara «el monstre que ha destrossat el rècord».
Els alemanys van emprar submarins a l'Atlàntic Nord durant la Primera Guerra Mundial i, l’abril de 1915, el govern alemany va advertir que dispararia contra els vaixells civils britànics. El Lusitania va ser torpedinat el 7 de maig de 1915, durant un viatge des de Nova York; 128 estatunidencs es trobaven entre els 1.198 que van perdre la vida. Els diaris propietaris del patró de McCay, William Randolph Hearst, van minimitzar la tragèdia, ja que Hearst s'oposava a la participació en la guerra dels Estats Units. Els lectors dels seus propis articles estaven cada vegada més a favor de la guerra després de l'enfonsament del Lusitania. McCay també hi estava, però l'editor Arthur Brisbane va requerir-li que il·lustrés editorials contra la guerra i anti-britànics. El 1916, McCay es va rebel·lar contra la postura del seu ocupador i va començar a fer el curtmetratge The Sinking of the Lusitania en el seu temps lliure.
L'enfonsament en si mateix no es va fotografiar mai. McCay va dir que va recollir detalls de fons sobre el Lusitania del corresponsal de Berlín de Hearst, August F. Beach, que es trobava a Londres en el moment del desastre i que va ser el primer reporter al lloc. La pel·lícula va ser el primer intent d'una obra d'animació seriosa i dramàtica.

## Història de la producció
The Sinking of the Lusitania va trigar vint-i-dos mesos a completar-se. McCay va comptar amb l'assistència del seu veí, l'artista John Fitzsimmons, i del dibuixant de Cincinnati, William Apthorp «Ap» Adams, que es va encarregar de posar les capes de cel en seqüència adequada per fotografiar-les. Fitzsimmons va ser el responsable d'una seqüència d'ones, setze fotogrames que apareixien cíclicament pels dibuixos de McCay. McCay va proporcionar il·lustracions durant el dia per als diaris de William Randolph Hearst, i va passar les hores de descans a casa dibuixant els cels de la pel·lícula, que va portar als Vitagraph Studios per ser fotografiats.
Els mètodes de treball de McCay eren feixucs. A Gertie the Dinosaur, un ajudant va rastrejar i resseguir minuciosament els fons milers de vegades. Els animadors rivals van desenvolupar diversos mètodes per reduir la càrrega de treball i accelerar la producció per satisfer la creixent demanda de pel·lícules d’animació. Pocs anys després de l'estrena de Nemo es va convertir en una pràctica gairebé universal en els estudis d'animació usar la teconologia cel de l'estatunidenc Earl Hurd, combinada amb les clavilles de registres del canadenc Raoul Barré, que s'utilitzen per mantenir alineats els cels quan es fotografiaven. Hurd havia patentat el mètode cel el 1914; va estalviar treball en permetre dibuixar dibuixos dinàmics en una o més capes, que es podrien col·locar sobre una capa de fons estàtica, evitant als animadors el tedi de repetir imatges estàtiques en cada dibuix. McCay va adoptar el mètode cel a partir de The Sinking of the Lusitania.

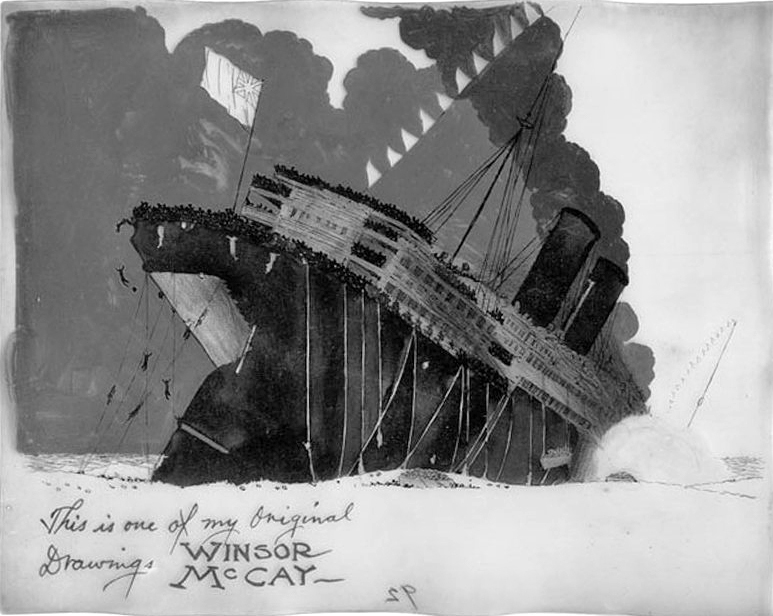
Un cel original de The Sinking of the Lusitania, signat per Winsor McCay.

Igual que amb totes les seves pel·lícules, McCay va finançar ell mateix Lusitania. Els cels van suposar una despesa addicional, però van reduir considerablement la quantitat de dibuixos necessaris en contrast amb els mètodes anteriors de McCay. Els cels utilitzats eren més gruixuts que els que després es van convertir en estàndard de la indústria i tenien una «dent» o superfície rugosa que podia contenir llapis, rentat i llapis de colors, així com línies de tinta. La quantitat d'arrebossat va provocar que els cels es plegessin, cosa que dificultava mantenir-los alineats per fotografiar; Fitzsimmons va abordar aquest problema mitjançant un aglutinant de fulles soltes modificat.
McCay va dir que va trigar unes vuit setmanes a produir vuit segons de pel·lícula. Els 25.000 dibuixos declarats omplien 900 peus de pel·lícula. Lusitania es va registrar amb drets d'autor el 19 de juliol de 1918, i va ser publicat per Jewel Productions que va informar que l'havia adquirit pel preu més alt pagat per una pel·lícula d'un carret fins aquell moment. Va ser inclosa com a part d'un noticiari de Universal Studios Weekly i apareix a la portada d'un número de la publicació interna d'Universal The Moving Picture Weekly. La va seguir la seva estrena a Anglaterra el maig de 1919. Els anuncis van anomenar-la «l'únic registre del món del crim que va commocionar la humanitat».

## Estil

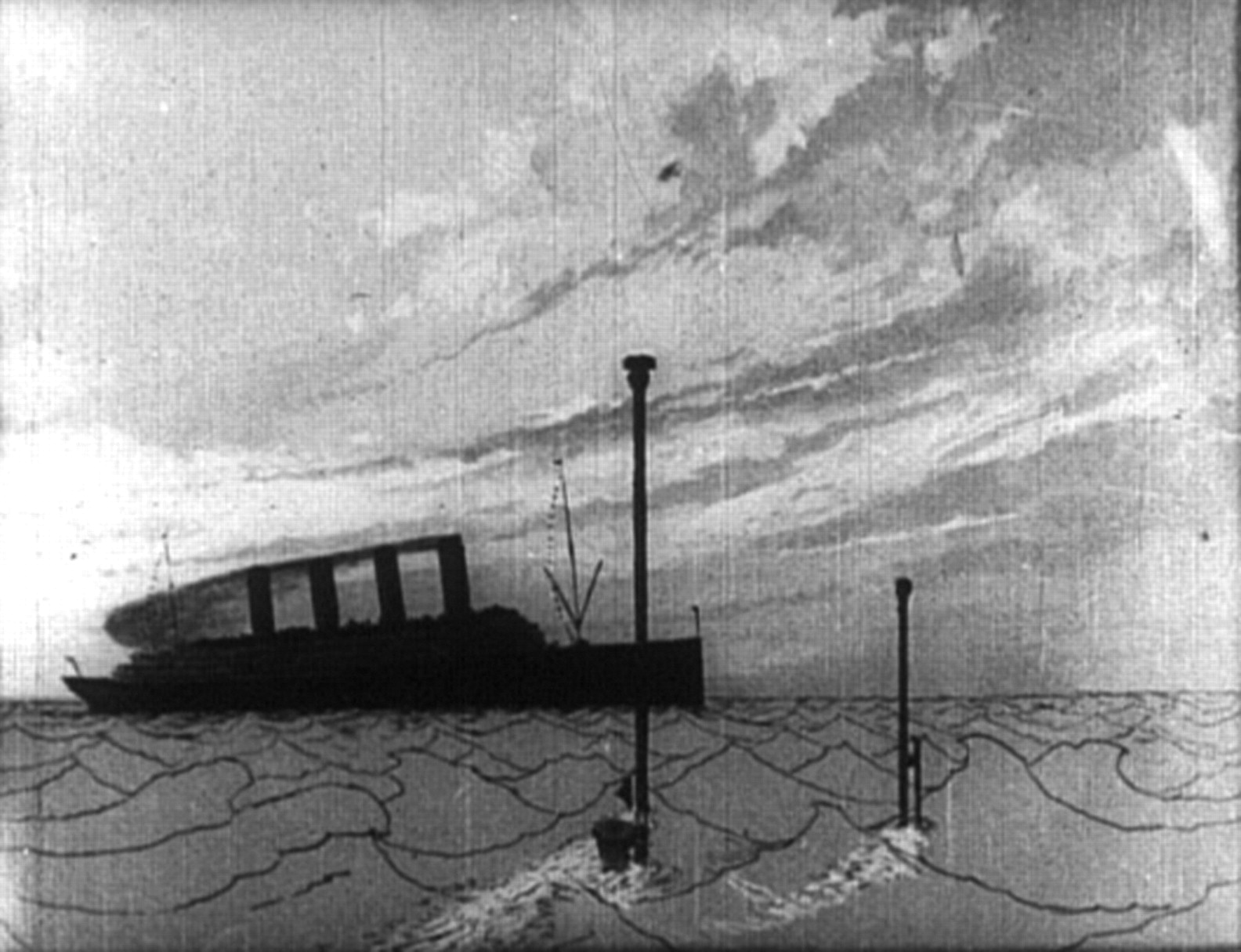
Un submarí alemany espia al Lusitania

L'animació combina tècniques de les caricatures editorials amb seqüències semblants a l'acció en viu, i es considera l'esforç més realista de McCay; els intertítols emfatitzaven que la pel·lícula era un "registre històric" de l'esdeveniment. McCay va animar l'acció en un «estil gràfic realista» tal com la descriu l'historiador de l'animació Donald Crafton. La pel·lícula té un estat d'ànim fosc i una forta sensació propagandista. Representa els terribles destins dels passatgers, com l’ofegament de nens i les cadenes humanes de passatgers que salten a la mort. L'obra és molt detallada i l'animació és fluïda i naturalista. McCay va utilitzar plans alterns per simular la sensació d'un noticiari, cosa que va reforçar la sensació realista de la pel·lícula.
McCay va prendre decisions estilístiques per afegir emoció al «registre històric», com en els trets que provoquen ansietat dels submarins que s'amagaven sota la superfície i l'estil abstracte de les làmines blanques de cel i mar, enormes buits que s'omplen de cossos ofegats. L'historiador de l'animació Paul Wells va suggerir que l'espai negatiu dels fotogrames omplia d'ansietat els espectadors a través de la projecció psicològica o la introjecció, idees freudianes que havien començat a circular els anys anteriors al llançament de la pel·lícula. L'erudit Ulrich Merkl suggereix que, com a periodista, McCay probablement era conscient de l'obra divulgada de Freud, encara que McCay mai no va reconèixer públicament aquesta influència.

## Recepció i llegat

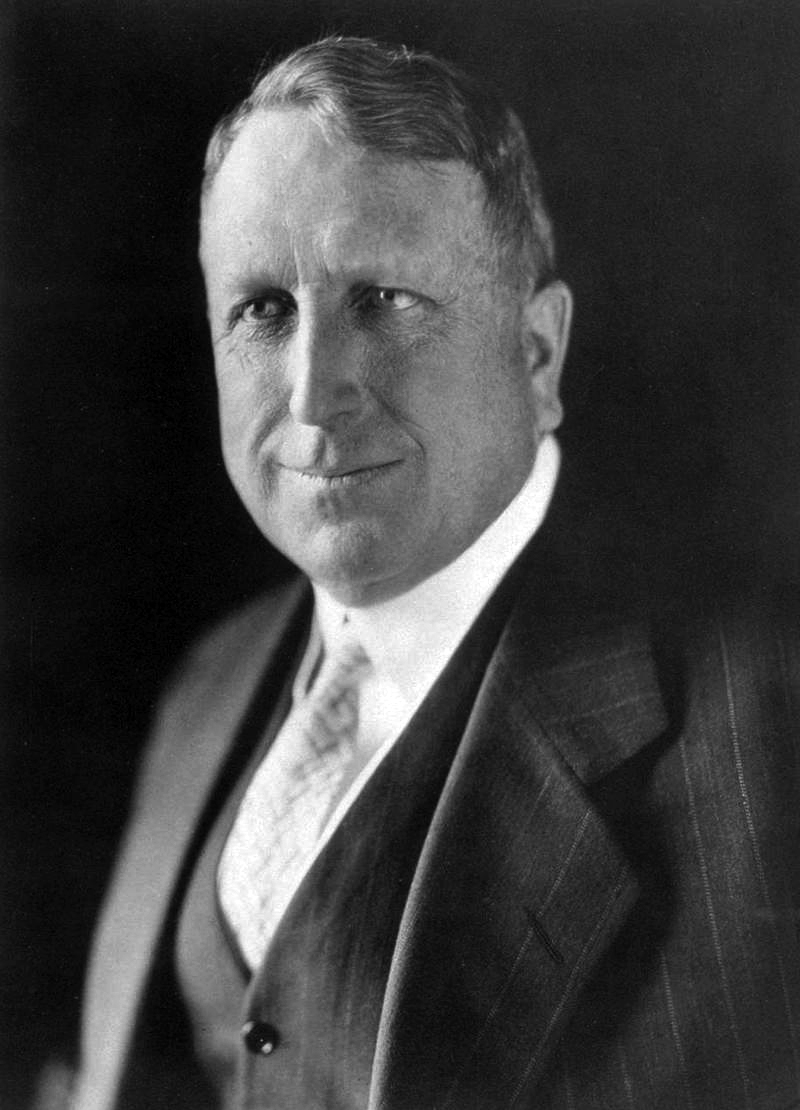
William Randolph Hearst va frenar la tasca d’animació de McCay per fer centrar el seu empleat en el dibuix editorial.

The Sinking of the Lusitania es va considerar una obra de propaganda bèl·lica, i sovint és classificada com l'obra d'animació més llarga del seu temps. La pel·lícula és probablement el primer documental d'animació. El biògraf de McCay, l'animador John Canemaker, va qualificar The Sinking of the Lusitania com «una obra monumental en la història de les pel·lícules d'animació». Tot i que va ser admirada pels seus contemporanis de l'animació, Canemaker va escriure que «no va revolucionar les pel·lícules de dibuixos animats del seu temps»,, ja que les habilitats de McCay estaven més enllà del que podien seguir els animadors de l'època. A l'era següent, els estudis d'animació van fer pel·lícules ocasionals de no-ficció, però la majoria eren curts còmics que no duraven més de set minuts. L'animació va continuar fent el seu paper de suport a llargmetratges en lloc de ser l'atracció principal i poques vegades va rebre crítiques. Lusitania no va ser un èxit comercial; després d'uns quants anys als cinemes, Lusitania va aportar a McCay uns 80.000 dòlars. McCay va fer almenys set pel·lícules més, de les quals només tres se sap que van ser llançades comercialment.
Després de 1921, quan Hearst va saber que McCay dedicava més temps a l'animació que a les il·lustracions de diaris, li va exigir que renunciés a l'animació. Tenia plans per a diversos projectes d'animació que mai no van arribar a bon port, incloent-hi una col·laboració amb l'autor de Jungle Imps, George Randolph Chester, una pel·lícula musical anomenada The Barnyard Band, i una pel·lícula sobre el paper dels estatunidencs a la Primera Guerra Mundial. Més tard durant la seva vida, McCay de vegades va expressar públicament la seva insatisfacció amb allò en què s'havia convertit la indústria de l'animació; havia imaginat l'animació com un art i lamentava com s'havia convertit en un comerç. D'acord amb Canemaker, no va ser fins als llargmetratges de Disney en la dècada de 1930 que la indústria de l'animació va arribar al nivell de tècnica de McCay.
L'historiador de l'animació Paul Wells va descriure Lusitania com «un moment fonamental en el desenvolupament de les pel·lícules d'animació» per la seva combinació d'estil documental amb elements propagandístics, i la va considerar un exemple d'animació com una forma de Modernisme. Steve Bottomore va anomenar a la pel·lícula «la més significativa versió cinematogràfica de la catàstrofe». Una ressenya a The Cinema va elogiar la pel·lícula, sobretot l'escena en què esclata el primer torpede, que va considerar «més que realitat». El National Film Registry va seleccionar la pel·lícula per conservar-la el 2017.

### Obres citades

#### Llibres
- Barrier, Michael. Hollywood Cartoons: American Animation in Its Golden Age.  Oxford University Press, 2003. ISBN 978-0-19-516729-0.
- Beckerman, Howard. Animation: The Whole Story.  Skyhorse Publishing, 2003. ISBN 978-1-58115-301-9.
- Berenbaum, May R. The Earwig's Tail: A Modern Bestiary of Multi-Legged Legends.  Harvard University Press, 2009. ISBN 978-0-674-03540-9.
- Bottomore, Stephen. The Titanic and Silent Cinema.  The Projection Box, 2000. ISBN 978-1-903000-00-7.
- Canemaker, John. Winsor McCay: His Life and Art. Revisada.  Abrams Books, 2005. ISBN 978-0-8109-5941-5.
- Canemaker, John. Winsor McCay: His Life and Art. 3.  CRC Press (Taylor & Francis), 2018. ISBN 978-1138578876.
- Canwell, Bruce. Dean Mullaney. Bringing Up Father: From Sea to Shining Sea the Cross-Country Tour of 1939–1940.  IDW Publishing, 2009. ISBN 978-1-60010-508-1.
- Crafton, Donald. Before Mickey: The Animated Film 1898–1928.  University of Chicago Press, 1993. ISBN 978-0-226-11667-9.
- Dover editors. Dreams of the Rarebit Fiend.  Dover Publications, 1973. ISBN 978-0-486-21347-7.
- Harvey, Robert C. The Art of the Funnies: An Aesthetic History.  University Press of Mississippi, 1994. ISBN 978-0-87805-612-5.
- Kundert-Gibbs, John; Kundert-Gibbs, Kristin. Action!: Acting Lessons for CG Animators.  John Wiley & Sons, 2009. ISBN 978-0-470-59605-0.
- Marshall, Samuel Lyman Atwood. World War I.  Houghton Mifflin Harcourt, 1964. ISBN 978-0-618-05686-6.
- Ramsay, David. [The Sinking of the Lusitania a Google Books Lusitania: Saga and Myth].  London: Chatham Publishing, 2001. ISBN 978-1-86176-170-5.
- Roland, Alex; Bolster, W. Jeffrey; Keyssar, Alexander. The Way of the Ship: America's Maritime History Reenvisoned, 1600–2000.  John Wiley & Sons, 2008. ISBN 978-0-470-13600-3.
- Sabin, Roger. Adult Comics: An Introduction.  Routledge, 1993. ISBN 978-0-415-04419-6.
- Sito, Tom. Drawing the Line: The Untold Story of the Animation Unions from Bosko to Bart Simpson.  University Press of Kentucky, 2006. ISBN 978-0-8131-2407-0.
- Taylor, Jeremy. «Some archetypal symbolic aspects of Dream of the Rarebit Fiend». A: Ulrich Merkl. The Complete Dream of the Rarebit Fiend (1904–1913) by Winsor McCay 'Silas'.  Catàleg d'episodis i text del llibre: Ulrich Merkl, 2007, p. 552–561. ISBN 978-3-00-020751-8. (com s'inclou al DVD)
- Telotte, J. P.. Animating Space: From Mickey to Wall-E.  University Press of Kentucky, 2010. ISBN 978-0-8131-2586-2.
- Theisen, Earl. «The History of the Animated Cartoon». A: A Technological History of Motion Pictures and Television.  University of California Press, 1967, p. 84–87. ISBN 978-0-520-00411-5.
- Wells, Paul. Animation: Genre and Authorship.  Wallflower Press, 2002. ISBN 978-1-903364-20-8.

#### Publicacions periòdiques
- Callahan, David «Cel Animation: Mass Production and Marginalization in the Animated Film Industry». Film History. Indiana University Press, 2, 3, 9-1988, pàg. 223–228. JSTOR: 3815119.
- DelGaudio, Sybil «If Truth Be Told, Can 'Toons Tell It? Documentary and Animation». Film History. Indiana University Press, 9, 2, 1997, pàg. 189–199. JSTOR: 3815174.
- Hoffer, Tom «From Comic Strips to Animation: Some Perspective on Winsor McCay». Journal of the University Film Association. University of Illinois Press, 28, 2, Primavera 1976, pàg. 23–32. JSTOR: 20687319.
- McKinney, Kirsten «The Waking Life of Winsor McCay: Social Commentary in A Pilgrim's Progress by Mr. Bunion». International Journal of Comic Art, 17, 1, 7-2015.
- Mikulak, Bill «Mickey Meets Mondrian: Cartoons Enter the Museum of Modern Art». Cinema Journal. University of Texas Press on behalf of the Society for Cinema & Media Studies, 36, 3, Primavera 1997, pàg. 56–72. DOI: 10.2307/1225675. JSTOR: 1225675.
- Equip de Motography «Pays Big Price for One-Reeler» (en anglès). Motography, 20, 2, Juliol 1918, pàg. 74 [Consulta: 12 febrer 2021].
- McKenna, Daniel «Impression and Expression: Rethinking the Animated Image Through Winsor McCay» (en anglès). Synoptique, 2, 2, Tardor 2013. Arxivat de l'original el 29 setembre 2015 [Consulta: 12 febrer 2021]. Arxivat 5 de març 2019 a Wayback Machine.

#### Altres fonts
- Hubbard, Amy «Celebrating Little Nemo by Winsor McCay; his 'demons' made him do it» (en anglès). Los Angeles Times, 15-10-2012 [Consulta: 12 febrer 2021].